# Dals-Ed
La commune de Dals-Ed est une commune suédoise du comté de Västra Götaland, peuplée d'environ 4 780 habitants  (2020). Son chef-lieu se situe à Ed.

## Histoire
La municipalité actuelle a été formée lors de la réforme du gouvernement local de 1952 par la fusion de six anciennes unités. Son territoire n'a pas été affecté par la réforme de 1971.

## Localité principale
- Ed

## Jumelage
La commune est jumelée avec la ville française de Cepoy située dans le département du Loiret.